# 矢代義光
矢代 義光（やしろ よしみつ、1980年8月4日 - ）は、日本の元プロボクサー。東京都荒川区出身。第42代日本スーパーフェザー級王者。花咲徳栄高等学校、平成国際大学卒業。現役時代は帝拳ボクシングジム所属。
引退後、矢代ボクシングフィットネスクラブおよびパーソナルジム BeSLIM代表を務めている。

## 来歴
高校、大学とアマチュアボクシングで活躍し、1998年高校総体フライ級決勝では（金城真吉監督率いる）沖縄尚学高校翁長吾央に判定負で準優勝、かながわ・ゆめ国体少年フライ級4強、1999年全日本アマチュアボクシング選手権大会フェザー級3位や2000年とやま国体フェザー級3位の成績を残す。
2001年5月19日、後楽園ホールでのフェザー級4回戦でプロデビューし、鯉和康に2RKOで勝利。
2004年10月2日までに、ベネズエラに粟生隆寛と共に遠征した試合も含め12連勝で日本フェザー級8位にランクされる。この日李承鉉（韓国）相手に1Rにダウンを喫し、負傷引分でデビュー以来の連勝ストップ。
その後の練習中に左拳の粉砕骨折をしてしまい長期のブランクを作る。
2006年2月4日、復帰戦を8R判定勝ちで飾る。その後3連勝の後スーパーフェザー級に階級を上げる。
2008年5月17日、小堀佑介が返上し空位となった日本スーパーフェザー級王座を、同級2位として森田陽久（同級1位）との決定戦に出場し、森田の右目上の出血により5RTKOで王座獲得。 
2008年9月6日、松崎博保（同級1位）を迎えての防衛戦。2Rに偶然のバッティングで左頭部から出血するも、4RTKOで防衛に成功。
2009年1月17日、三浦隆司と対戦したが2度のダウンを奪われるなど苦戦したが、0-1で辛くも防衛した。
2009年7月4日、三浦隆司とダイレクト・リマッチで対戦し、7回30秒TKO負けを喫し3度目の防衛に失敗、王座から陥落した。この試合を最後に現役引退を決意し、同年10月18日に引退パーティーが開かれた。
2012年3月4日、三ノ輪にてアマチュアジム「矢代ボクシングフィットネスクラブ」を開いた。
2020年6月1日、矢代ボクシングフィットネスクラブの好評に伴い、パーソナルジム BeSLIMを新たに開設した。

## 人物
兄の家康も日本ミニマム級5位にランクされたプロボクサーであったが、1999年に試合後意識不明の重体となり、一命は取り止めたもののボクサー生命を絶たれた。妹の由希も全日本女子アマチュアボクシング大会ライトフライ級で小関桃を破り優勝など、アマチュアボクシング強豪として知られている。
矢代博斗は従兄弟の息子に当たり、義光と同じく花咲徳栄高、平成国際大から帝拳ジムでプロボクサーになった。

## 戦績
- プロ：24戦 21勝 12KO 1敗 2分

## 獲得タイトル
- 第41代日本スーパーフェザー級王座（防衛2）